# Alcalá del Obispo
Alcalá del Obispo (aragónul Alcalá d'o Bispe) település Spanyolországban, Huesca tartományban. Alcalá del Obispo Albero Alto, Angüés, Argavieso, Loporzano, Monflorite-Lascasas, Siétamo és Blecua y Torres községekkel határos. Lakosainak száma 372 fő (2024).

## Népesség
A település lakosságának változását az alábbi diagram mutatja:
| Lakosok száma | 351  | 363  | 348  | 429  | 411  | 349  | 340  | 318  | 337  | 372  |
|               | 2001 | 2004 | 2006 | 2009 | 2011 | 2014 | 2016 | 2019 | 2021 | 2024 |